# 卡拉萬 (新沃多拉加區)

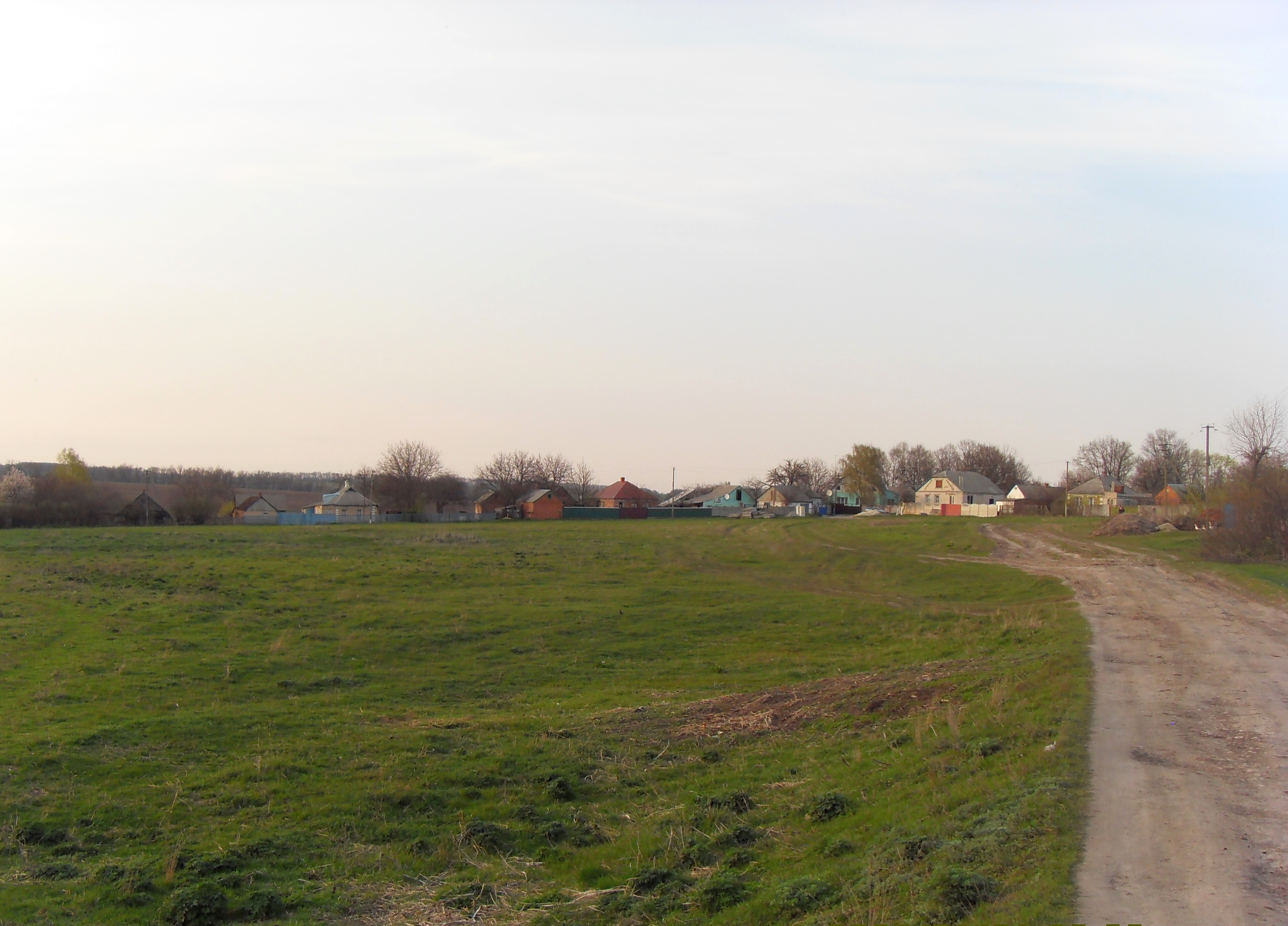

卡拉萬（烏克蘭語：Караван）是位於烏克蘭東部的村莊，由哈爾科夫州别列斯京区的舊維里夫卡市鎮負責管轄。該村面積5.42平方公里，海拔高度180米，2001年人口1,068，人口密度每平方公里197.1人。
49°36′5″N 35°48′18″E / 49.60139°N 35.80500°E